# El pitufo financiero
El pitufo Financiero (en el francés original Le Schtroumpf financier) es la cuadragésima historieta de Los Pitufos, de 1992, con guion y dibujos de Peyo y sus ayudantes. Fue la última historieta de la serie en la que Peyo trabajó antes de su muerte ese mismo año.

## Trayectoria editorial
Originalmente publicada de forma seriada en 1992 en la revista Schtroumpf ! y más tarde en álbum por la editorial Le Lombard.

## Argumento
El Gran Pitufo queda atrapado en una explosión en su laboratorio mientras estaba trabajando en un experimento y queda muy enfermo. Un pitufo es enviado a casa del mago Homnibus a fin de obtener un remedio para la enfermedad del Gran Pitufo, pero le falta un ingrediente vital para preparar el remedio, por lo que Homnibus envía a su sirviente Oliver a una aldea humana cercana para comprar el ingrediente. El pitufo va con Oliver y aprende sobre el dinero y para lo que los seres humanos lo utilizan.
Regresa a la aldea con el remedio y el deseo de ver a sus compañeros pitufos utilizar el sistema monetario. Obtiene la ayuda del Pitufo Pintor, el Pitufo Minero, el Pitufo Escultor y el Pitufo Manitas para hacer monedas de oro y, a continuación, intenta explicar a los otros pitufos cómo funciona el sistema de dinero. Aunque no tienen ni idea de cómo funciona realmente, los pitufos están dispuestos a darle una oportunidad, con solo el Pitufo con Gafas opuesto a la idea.
Con el tiempo, a medida que los pitufos se acostumbran al sistema monetario, algunos pitufos se hacen más ricos mientras otros se empobrecen, e incluso tienen que pedir dinero prestado al Pitufo Financiero a fin de seguir viviendo. El brujo Gargamel pronto averigua que los pitufos tienen oro y captura al Pitufo Labrador a fin de que los demás le den todo su oro. El Gran Pitufo, quien se mejoró justo a tiempo para lidiar con este problema, frustra los planes de Gargamel con la ayuda de sus pitufitos. Sin embargo, cuando el Gran Pitufo propone hacer una fiesta para celebrarlo, el Pitufo Financiero pregunta quién va a pagar dicha fiesta y como nadie quiere hacerlo, no se celebra.
El propio Gran Pitufo se ha quedado arruinado, ya que tiene que pagar todas las cosas que antes los demás pitufos hacían por diversión o buena voluntad y a pesar de las sugerencias de otros pitufos, se niega a cobrar dinero por toda la ayuda que proporciona al resto.
Finalmente, los pitufos se cansan del sistema monetario y deciden abandonar la aldea todos, excepto el Pitufo Financiero que insiste en que los demás pitufos le deben dinero, a lo que estos le responden arrojándoselo. En un principio se jacta cuando se da cuenta de que ahora es dueño de todo el pueblo. Pero luego ve que está solo porque no hay nadie alrededor para hacer nada con su riqueza adquirida, por lo que sale al bosque para traer a todos los pitufos de vuelta, y les da todo lo que posee. A continuación, se disuelve el sistema monetario, y las monedas de oro son fundidas y convertidas en instrumentos musicales.